# Спасское (Калужская область)
Спа́сское — деревня в Барятинском районе Калужской области. Входит в состав сельского поселения «Деревня Асмолово».

## География
Деревня находится на берегу реки Волока, на расстоянии 10 км к восток-юго-востоку от села Барятино, административного центра района.

## Население
| 2002 | 2010 |
| ---- | ---- |
| 24   | ↗27  |

## Инфраструктура
В деревне имеются действующая деревянная церковь Бориса и Глеба и сельская библиотека.

## Известные уроженцы
- Юдин, Виктор Михайлович (1923—1985) — советский военнослужащий, старший лейтенант, Герой Советского Союза.